# Isaiah Msibi
Isaiah Msibi (ur. 15 lutego 1984) – suazyjski lekkoatleta, uczestnik Letnich Igrzysk Olimpijskich 2008.
Msibi wystartował w Pekinie na dystansie 1500 m (odpadł w eliminacjach). 
Mierzy 170 cm wzrostu.

## Wyniki
| Dystans | Eliminacje                        | Półfinał      | Finał         | Finał |
| Dystans | Eliminacje                        | Półfinał      | Wynik         |       |
| ------- | --------------------------------- | ------------- | ------------- | ----- |
| 1500 m  | 12. miejsce w biegu eliminacyjnym | Nie awansował | Nie awansował |       |